# Czesław Korzeń
Czesław Korzeń (ur. 16 października 1938 w Ropie, zm. 10 czerwca 2025 w Rzeszowie) – polski zapaśnik, trener i samorządowiec.
W latach 1957–1970 reprezentował klub Wisłoka Dębica w kategoriach od 57 do 70 kilogramów. Jego pierwszymi trenerami byli Ludwik Budzyński i Tadeusz Popiołek. Na mistrzostwach świata w 1966 zajął 7 miejsce. W tym samym roku na mistrzostwach Europy zdobył 5. miejsce. W 1964, 1966, 1967 i 1968 był mistrzem Polski seniorów w swojej kategorii.
Był radnym powiatu dębickiego I kadencji (1998–2002), wybrany w okręgu Dębica – północ, z listy Akcji Wyborczej Solidarność. 

## Nagrody i odznaczenia
- Gwiazda FILA (Międzynarodowej Federacji Zapaśniczej; 1963),
- Krzyż Kawalerski OOP (1976),
- Złoty Krzyż Zasługi (1973),
- Złota Odznaka Polskiego Związku Zapaśniczego,
- Złota Gwiazda Związku Zapaśniczego,
- Złota Gwiazda Związku Zapaśniczego z diamentami,złota
- Odznaka Ministra Przemysłu Chemicznego,
- Zasłużony dla Województwa Tarnowskiego,
- OBSERWATOR – Nagroda Honorowa Dziennikarzy Dębickich za całokształt w sporcie
- Tytuł „Zasłużony dla Miasta Dębicy”(2008)
- Medal 100-lecia polskich zapasów (2022),
- Zasłużony dla rozwoju tenisa ziemnego w Dębicy[1].